# Никола Николић (земљорадник)
Никола Николић (Шљивовица, 1889—1963) био је земљорадник, учесник Балканских ратова и Првог светског рата и носилац Карађорђеве звезде са мачевима.
Рођен је 1889. године у Шљивовици, у дому оца Сретена и мајке Ружице, где се оскудно живело, тако да је отишао у Бајину Башту и запослио се као кочијаш у Прометној банци. Са IV пешадијским пуком прошао је све борбе у ослободилачким ратовима од 1912. до 1918. године, прешао Албанију и доспео у Француску ради лечења ране на грудима. Приликом повратка за Солун, брод на којем се налазио, био је торпедован, а он је успешно спашен. На фронту је успешно извршавао задатке, тако да је марта 1917. године предложен и добио највеће ратно одликовање.
По повратку кући, оженио се са Станојком Станић, мале приходе од земље надокнадио је производњом столарије и дрвених судова.
Умро је 1963. године у Шљивовици.